# Recea (Maramureș)
Recea is een Roemeense gemeente in het district Maramureș.
Recea telt 5580 inwoners.